# Monoseksualnost
Monoseksualnost je romantična ili seksualna privlačnost samo za pripadnike jednog spola ili roda. Monoseksualna osoba može se identificirati kao heteroseksualna ili homoseksualna. U raspravama o seksualnoj orijentaciji izraz se uglavnom koristi za razliku od biseksualnosti ili panseksualnosti i raznih drugih rodno inkluzivnih ili rodno neutralnih identiteta. Ljudi na koje se primjenjuje, osobito homoseksualci i lezbijke, ponekad ga smatraju pogrdnim ili uvredljivim.

## Poveznice
- Bifobija
- Biseksualno brisanje
- Ginefilija i androfilija
- Homofobija
- Lezbofobija